# Лопес Гарсиа-Рианьо, Максимо
Максимо Лопес Гарсиа-Рианьо (исп. Máximo López García-Riaño, 1930, Эль-Энтрего — 27 декабря 2012, Овьедо) — испанский шахматист, национальный мастер. По профессии — врач-стоматолог.
Серебряный призер чемпионата Испании 1959 г.
Победитель командного чемпионата Испании 1961 г. (в составе мадридского «Реала»).
В 1960 г. представлял Испанию в зональном турнире. За право участвовать в этом соревновании победил в матче М. Фарре со счетом 3½ : 1½.
Чемпион Вальядолида в начале 1950-х гг. Чемпион провинции Гипускоа 1961 и 1971 гг.
В качестве шахматного обозревателя сотрудничал с газетой "La Nueva España".
Выпустил книгу о шахматном турнире в Сан-Себастьяне (1911 г.): San Sebastián 1911: el primer supertorneo de ajedrez (Madrid: editorial Chessy, 2005) — ISBN 84-245-0385-6.

## Спортивные результаты
| Год  | Город        | Соревнование                | + | − | = | Результат | Место |
| ---- | ------------ | --------------------------- | - | - | - | --------- | ----- |
| 1959 | Тенерифе     | Чемпионат Испании           |   |   |   |           | 2     |
| 1960 |              | Матч с М. Фарре             | 3 | 1 | 1 | 3½ : 1½   |       |
|      | Бергендаль   | Зональный турнир (группа А) | 1 | 4 | 4 | 3 из 9    | 7     |
| 1961 | Торремолинос | Международный турнир        | 2 | 5 | 4 | 4 из 11   | 10—11 |